# Пельтье, Гастон
Гасто́н Пельтье́ (фр. Gaston Peltier; 1876 — ?) — французский футболист, серебряный призёр летних Олимпийских игр 1900.
На Играх 1900 в Париже Пельтье входил в состав французской команды. Сначала его сборная проиграла Великобритании, но затем выиграла у Бельгии, причём в том матче Пельтье забил два гола. Команда заняла второе место и получила серебряные медали.